# Гринвилл Грув
Гринвилл Грув (англ. Greenville Groove) — команда Национальной баскетбольной лиги развития (NBDL), базировавшаяся в городе Гринвилл, штат Южная Каролина. 
«Greenville Groove» — команда Национальной баскетбольной лиги развития (NBDL), базирующаяся в Гринвилле, Южная Каролина. Домашние матчи «Groove» проводились на арене Bon Secours Wellness Arena. «Groove» была чартерной франшизой лиги, в которую входили четыре команды из обеих Каролин. В первом сезоне 2001–02 команда стала чемпионом лиги, но после сезона 2002–03 распалась.
В июле 2001 года NBDL объявила, что «Гринвилл Грув» будет одной из восьми команд основателей лиги. 16 августа 2001 года команда объявила, что Стефани Риди станет ассистентом главного тренера, тем самым она стала первой женщиной-тренером в мужской профессиональной баскетбольной команде. Милтон Барнс был главным тренером в первом сезоне и выиграл чемпионат, прежде чем уйти, чтобы стать тренером «Гарлем Глобтроттерс». Команда завоевала свой первый титул Лиги развития, обыграв в финале команду «Норт-Чарлстон Лоугейторс» со счётом 2:0.
Три Роллинз был назначен новым главным тренером. Однако в июне 2003 года лига объявила, что клуб прекращает своё существование. Это было вызвано низкой посещаемостью матчей и растущими операционными убытками.

## Статистика сезонов
| Сезон            | Регулярный сезон | Регулярный сезон | Регулярный сезон | Регулярный сезон | Плей-офф                                                                                       |
| Сезон            | Место            | В                | П                | В%               | Плей-офф                                                                                       |
| Гринвилл Грув    | Гринвилл Грув    | Гринвилл Грув    | Гринвилл Грув    | Гринвилл Грув    | Гринвилл Грув                                                                                  |
| ---------------- | ---------------- | ---------------- | ---------------- | ---------------- | ---------------------------------------------------------------------------------------------- |
| 2001/2002        | 2-е              | 36               | 20               | 64,3%            | Победа в полуфинале (Коламбус Ривердрагонс) 2–1 Победа в финале (Норт-Чарлстон Лоугейторс) 2–0 |
| 2002/2003        | 7-е              | 22               | 28               | 44,0%            |                                                                                                |
| Регулярный сезон | Регулярный сезон | 58               | 48               | 54,7%            | 2001–2003                                                                                      |
| Плей-офф         | Плей-офф         | 4                | 1                | 80,0%            | 2001–2003                                                                                      |